# Skýcov
Skýcov (ungarisch Kicő – bis 1907 Szkicó) ist eine Gemeinde im Westen der Slowakei mit 936 Einwohnern (Stand 31. Dezember 2024), die zum Kreis Okres Zlaté Moravce, einem Teil des Nitriansky kraj gehört und in der traditionellen Landschaft Tekov liegt.

## Geographie
Die Gemeinde befindet sich im Tribetzgebirge nahe der Wasserscheide zwischen den Zuflüssen von Nitra und Žitava. Das Ortszentrum liegt auf einer Höhe von 458 m n.m. und ist 15 Kilometer von Zlaté Moravce sowie 21 Kilometer von Partizánske entfernt.

## Geschichte
Der Ort wurde zum ersten Mal 1359 als Zquiteu schriftlich erwähnt und gehörte zum Herrschaftsgut der Burg Hrušov, im 17. Jahrhundert zum jenen von Topoľčianky. 1601 gab es hier eine Mühle und 33 Häuser; 1828 zählte man 88 Häuser und 598 Einwohner, die vorwiegend in der örtlichen Kalkbrennerei beschäftigt waren.
Bis 1918 gehörte der im Komitat Bars liegende Ort zum Königreich Ungarn und kam danach zur Tschechoslowakei beziehungsweise heute Slowakei. Während des Slowakischen Nationalaufstandes im Zweiten Weltkrieg gab es rege Partisanenaktivität. Am 16. März 1945 wurde von der Wehrmacht das ganze Dorf zerstört, insgesamt 240 Häuser brannten aus. Nach dem Kriegsende wurde Skýcov wiederaufgebaut.

## Bevölkerung
| Jahr                | 1994 | 2004    | 2014    | 2024    |
| ------------------- | ---- | ------- | ------- | ------- |
| Anzahl der Personen | 1072 | 1037    | 981     | 936     |
| Unterschied         |      | −3,26 % | −5,40 % | −4,58 % |

| Jahr                | 2023 | 2024    |
| ------------------- | ---- | ------- |
| Anzahl der Personen | 940  | 936     |
| Unterschied         |      | −0,42 % |

Nach der Volkszählung 2011 wohnten in Skýcov 1031 Einwohner, davon 965 Slowaken, sechs Tschechen, drei Magyaren sowie je ein Deutscher und Mährer. 55 Einwohner machten keine Angaben. 884 Einwohner bekannten sich zur römisch-katholischen Kirche, acht Einwohner zur evangelischen Kirche A. B., sieben Einwohner zur evangelistischen Kirche und je ein Einwohner zur griechisch-katholischen, reformierten und evangelisch-methodistischen Kirche; neun Einwohner waren anderer Konfession. 47 Einwohner waren konfessionslos und bei 73 Einwohnern ist die Konfession nicht ermittelt.
Ergebnisse nach der Volkszählung 2001 (1057 Einwohner):
| Nach Ethnie: - 97,54 % Slowaken - 0,76 % Tschechen - 0,19 % Magyaren - 0,09 % Mährer | Nach Konfession: - 93,57 % römisch-katholisch - 3,97 % konfessionslos - 2,08 % keine Angabe - 0,19 % evangelisch - 0,19 % griechisch-katholisch |

## Bauwerke
- römisch-katholische Mariä-Himmelfahrt-Kirche im klassizistischen Stil aus dem Jahr 1809
- Landschloss aus dem späten 19. Jahrhundert, 1945 zerstört und in den 1990er Jahren wiederaufgebaut